# عزیز کنگرانی
عزیز کنگرانی (زادهٔ ۴ ژانویه ۱۹۵۸) نویسنده، داستان‌نویس، نمایشنامه نویس، شاعر، محقق، مورخ و باستان‌شناس اهل پاکستان است. او پس از چندین دهه تدریس، به عنوان استاد از یک کالج محلی در منطقه دادو بازنشسته شد.

## شرایط زندگی
کنگرانی در ۴ ژانویه ۱۹۵۸ در روستای حاجی منک خان کنگرانی جوهی تحصیل از ناحیه دادو به دنیا آمد. نام کامل او عزیزالله فرزند سومارخان است. او تحصیلات ابتدایی خود را از جوهی و کارشناسی را از کالج دادو دریافت کرد. بعدها در سال ۱۹۸۵ مدرک کارشناسی ارشد (فرهنگ اسلامی) و در سال ۱۹۸۷ کارشناسی ارشد (سندی) را از دانشگاه سند اخذ کرد. در دومی به مدال طلا دست یافت. او کتاب‌های بی شماری به زبان‌های سندی و انگلیسی منتشر کرده‌است. مقالاتی دربارهٔ تاریخ و فرهنگ آنها در داون، یک روزنامه انگلیسی چند تیراژه پاکستانی منتشر می‌شود. جدای از این، نمایشنامه‌های نوشته شده توسط وی از شبکه‌های تلویزیونی خصوصی مختلف از جمله تلویزیون پاکستان پخش شده‌است.

## افتخارات
- ۱۹۹۰ - مدال طلا - دانشگاه سند
- ۱۳۷۵ - جایزه لعل شهاز قلندر
- ۱۹۹۵ - جایزه کنجهار برای پژوهش
- ۲۰۰۲ - جایزه مخدوم بلاول
- ۲۰۰۳ - جایزه KTN برای بهترین نمایشنامه نویس
- ۲۰۰۳-جایزه Mother-i-Watan برای بهترین نویسنده
- ۱۳۸۲ - جایزه بهترین نویسنده - باشگاه مطبوعاتی جوهی
- ۲۰۰۶ - جایزه KTN برای بهترین نمایشنامه نویس
- ۱۳۸۷ - جایزه پژوهشی استاد بخاری
- ۲۰۱۵ - جایزه PT برای بهترین نمایشنامه نویس
- ۲۰۱۶ - جایزه یک عمر دستاورد - انجمن ادبی سندی
- ۲۰۱۸ - بهترین نمایشنامه نویس ایوار، انجمن رفاه اجتماعی آمتول
- ۲۰۰۵ - سرکش (داستان‌ها، سندی)
- ۲۰۰۹ - Akhar Akhar RS (لغت نامه، سندی)
- ۲۰۱۲ - گردشگری سند: یک سفر باستان‌شناسی
- ۲۰۱۶ - گوراخ موته چاند (شعر، سندی)
- ۲۰۱۷ - پیار گراهان (داستان‌ها، سندی)
- ۲۰۱۹ - فیلمنامه Indus in Stones Peacock ناشر کراچی[۲]